# Travis Air Force Base
La Travis Air Force Base è una base aerea militare dell'United States Air Force gestita dall'Air Mobility Command e situata presso la città di Fairfield, in California.

## Informazioni generali
Attivata il 17 maggio 1943 ed intitolata al Brigadier Generale Robert F. Travis, ucciso il 5 agosto 1950..

## Unità
Attualmente l'unità ospitante è il 60th Air Mobility Wing.
Sono ospitati i seguenti reparti:
- 349th Air Mobility Wing, Air Force Reserve Command
- David Grant USAF Medical Center